# Joseph L. Mankiewicz
Joseph Leo Mankiewicz (Wilkes-Barre, 11 febbraio 1909 – New York, 5 febbraio 1993) è stato un regista, sceneggiatore e produttore cinematografico statunitense, di origini polacche.
Vincitore di quattro Premi Oscar per la regia e la sceneggiatura di Lettera a tre mogli (1949) e Eva contro Eva (1950), fu anche il regista del colossal Cleopatra (1963). Condivide con John Ford e Alejandro González Iñárritu il record di due Oscar di miglior regista per due anni consecutivi.

## Biografia
Nato a Wilkes-Barre, Pennsylvania, in una famiglia ebraica, da Franz Mankiewicz, polacco-statunitense, e Joanna Blumenau, Mankiewicz si trasferì con la sua famiglia a New York dove si diplomò alla Stuyvesant High School. Nel 1928 ottenne un bachelor alla Columbia University.
Per un periodo lavorò a Berlino, Germania, come corrispondente all'estero per il giornale Chicago Tribune, prima di essere attratto dal mondo del cinema. Tornato negli Stati Uniti, nel 1928 Mankiewicz ottenne un contratto dalla Paramount come sceneggiatore. Contemporaneamente anche suo fratello Herman J. Mankiewicz si stava facendo strada nel campo della sceneggiatura cinematografica (sarà lui a scrivere insieme a Orson Welles la sceneggiatura di Quarto potere, 1941).
Da sempre interessato alla regia, nel 1936 Mankiewicz passò alla Metro-Goldwyn-Mayer sperando di passare dietro la macchina da presa, ma ottenne di lavorare solo come produttore. Ebbe però l'opportunità di farsi le ossa occupandosi della realizzazione di film come Furia (1936) di Fritz Lang e Scandalo a Filadelfia (1940) di George Cukor. Ma era la regia che continuava ad interessarlo, così nel 1943 si trasferì alla 20th Century Fox e l'anno seguente scrisse e produsse Le chiavi del paradiso (1944) di John M. Stahl.
Debuttò come regista nel 1946 col film Il castello di Dragonwyck, un interessante melodramma gotico, seguito da una serie di tre film co-sceneggiati insieme a Philip Dunne, tra i quali il fantasy Il fantasma e la signora Muir (1947). Nel 1949 arrivò il grande successo quando diresse Lettera a tre mogli, in cui si avvalse di un cast quasi tutto al femminile (tra cui Linda Darnell, Jeanne Crain e Ann Sothern), per descrivere con divertito cinismo vizi ed ipocrisie del gentil sesso. Per questo film Mankiewicz si guadagnò due premi Oscar, uno per la migliore regia e l'altro per la migliore sceneggiatura.
Negli anni del maccartismo, fu accusato da una parte della Screen Directors Guild, in particolare Cecil B. DeMille, di nutrire simpatie filocomuniste. Mankiewicz venne apertamente difeso dal collega John Ford e le accuse nei suoi confronti caddero presto. Da sempre estimatore del teatro, nel 1950 Mankiewicz ne criticò il lato eccentrico e perverso in Eva contro Eva, di cui curò anche la sceneggiatura cinematografica. Raccontando la storia di una matura diva delle scene (Bette Davis) alle prese con un'insinuante giovane aspirante attrice (Anne Baxter), il regista usò il cinema per analizzare il suo diretto concorrente, il teatro appunto. Anche questo film gli fece guadagnare due premi Oscar, sempre per la migliore regia e la migliore sceneggiatura.
Negli anni seguenti Mankiewicz passò da uno sferzante melodramma sul successo e sul tradimento, La contessa scalza (1953), con Ava Gardner, ad un riuscito film storico con Marlon Brando, Giulio Cesare (1953); da uno spaccato di vita umana nel contesto bellico in Un americano tranquillo (1957) ad un cupo dramma sull'omofobia, Improvvisamente, l'estate scorsa (1959), tratto dall'omonima opera teatrale di Tennessee Williams.
Nel 1963 venne distribuito il colossal Cleopatra, con Elizabeth Taylor e Richard Burton, alla cui regia Mankiewicz era passato dopo che Rouben Mamoulian aveva dato forfait. Nel 1967 ritornò alla commedia, su toni aciduli e crudeli, con Masquerade, con Rex Harrison e Susan Hayward, seguita nel 1972 da Gli insospettabili, con Laurence Olivier e Michael Caine. Dopo questo film Joseph L. Mankiewicz decise di ritirarsi. Alla sua morte, nel 1993, la salma del regista venne tumulata nel cimitero di Saint Matthew's Episcopal Churchyard, Bedford, New York.

## Vita privata
Mankiewicz fu il fratello minore del leggendario sceneggiatore di Hollywood Herman J. Mankiewicz, co-sceneggiatore (con Orson Welles) di Quarto potere, tra altri numerosi film. 

## Filmografia parziale

### Regista
- Il castello di Dragonwyck (Dragonwyck) (1946)
- Il bandito senza nome (Somewhere in the Night) (1946)
- Schiavo del passato (The Late George Apley) (1947)
- Il fantasma e la signora Muir (The Ghost and Mrs. Muir) (1947)
- Il fuggitivo (Escape) (1948)
- Lettera a tre mogli (A Letter to Three Wives) (1949)
- Amaro destino (House of Strangers) (1949)
- Uomo bianco, tu vivrai! (No Way Out) (1950)
- Eva contro Eva (All About Eve) (1950)
- La gente mormora (People Will Talk) (1951)
- Operazione Cicero (5 Fingers) (1952)
- Giulio Cesare (Julius Caesar) (1953)
- La contessa scalza (The Barefoot Contessa) (1954)
- Bulli e pupe (Guys and Dolls) (1955)
- Un americano tranquillo (The Quiet American) (1958)
- Improvvisamente, l'estate scorsa (Suddenly, Last Summer) (1959)
- Cleopatra (1963)
- Canto per un altro Natale (Carol for Another Christmas) – film TV (1964)
- Masquerade (The Honey Pot) (1967)
- King: una testimonianza filmata... da Montgomery a Memphis (King: A Filmed Record... Montgomery to Memphis) – documentario, co-regia con Sidney Lumet (1970)
- Uomini e cobra (There Was a Crooked Man...) (1970)
- Gli insospettabili (Sleuth) (1972)

### Sceneggiatore
- I dissoluti (Fast Company) (1929)
- Un tocco di scarlatto (Slightly Scarlet) (1930)
- Paramount revue (Paramount on Parade) (1930)
- Solo gli scemi lavorano (Only Saps Work) (1930)
- Lo stroncatore di gang (The Gang Buster) (1931)
- Finn ed Hattie (Finn and Hattie) (1931)
- Luna di giugno (June Moon) (1931)
- Skippy, regia di Norman Taurog (1931)
- I nuovi ricchi (Newly Rich) (1931)
- Sooky (1931)
- Quest'età imprudente (This Reckless Age) (1932)
- Ala infranta (Sky Bride) (1932)
- Gambe da un milione di dollari (Million Dollar Legs) (1932)
- Se avessi un milione (If I Had a Million) (1932)
- I diplomaniaci (Diplomaniacs) (1933)
- Emergency Call (1933)
- Too Much Harmony (1933)
- Alice nel Paese delle Meraviglie (Alice in Wonderland) (1933)
- Le due strade (Manhattan Melodrama) (1934)
- Nostro pane quotidiano (Our Daily Bread) (1934)
- La donna è mobile (Forsaking All Others) (1934)
- Io vivo la mia vita (I Live My Life) (1935)
- Abbasso le bionde (Redheads on Parade), regia di Norman Z. McLeod - trattamento (1935)
- Le chiavi del paradiso (The Keys of the Kingdom) (1944)
- Il castello di Dragonwyck (Dragonwyck) (1946)
- Il bandito senza nome (Somewhere in the Night) (1946)
- Lettera a tre mogli (A Letter to Three Wives) (1949)
- Amaro destino (House of Strangers) (1949)
- Uomo bianco, tu vivrai! (No Way Out) (1950)
- Eva contro Eva (All About Eve) (1950)
- La gente mormora (People Will Talk) (1951)
- Operazione Cicero (5 Fingers) (1952)
- Giulio Cesare (Julius Caesar) (1953)
- La contessa scalza (The Barefoot Contessa) (1954)
- Bulli e pupe (Guys and Dolls) (1955)
- Un americano tranquillo (The Quiet American) (1958)
- Improvvisamente, l'estate scorsa (Suddenly, Last Summer) (1959)
- Cleopatra (1963)
- Masquerade (The Honey Pot) (1967)

### Produttore
- L'isola del diavolo (Strange Cargo), regia di Frank Borzage (1940)
- La donna del giorno (Woman of the Year), regia di George Stevens (1942)
- Avventura al Cairo (Cairo), regia di W. S. Van Dyke (1942)

## Riconoscimenti
- Premio Oscar
  - 1931 – Candidatura per la miglior sceneggiatura per Skippy (condivisa con Sam Mintz)
  - 1941 – Candidatura per il miglior film per Scandalo a Filadelfia
  - 1950 – Miglior regia per Lettera a tre mogli
  - 1950 – Migliore sceneggiatura per Lettera a tre mogli
  - 1951 – Miglior regia per Eva contro Eva
  - 1951 – Migliore sceneggiatura per Eva contro Eva
  - 1951 – Candidatura per i migliori soggetto e sceneggiatura per Uomo bianco tu vivrai! (condivisa con Lesser Samuels)
  - 1953 – Candidatura per la miglior regia per Operazione Cicero
  - 1955 – Candidatura per i migliori soggetto e sceneggiatura per La contessa scalza
  - 1973 – Candidatura per la miglior regia per Gli insospettabili
- Golden Globe
  - 1951 – Migliore sceneggiatura per Eva contro Eva
  - 1951 – Candidatura per il miglior regista per Eva contro Eva
  - 1964 – Candidatura per il miglior regista per Cleopatra
- Festival di Cannes
  - 1949 – Candidatura al Grand Prix du Festival per Amaro destino
  - 1951 – Premio speciale della giuria per Eva contro Eva
  - 1951 – Candidatura al Grand Prix du Festival per Eva contro Eva
- Mostra internazionale d'arte cinematografica di Venezia
  - 1987 – Leone d'oro alla carriera
- Writers Guild of America Award
  - 1950 – Migliore sceneggiatura di una commedia per Lettera a tre mogli (condiviso con Vera Caspary)
  - 1951 – Migliore sceneggiatura di una commedia per Eva contro Eva
  - 1951 – Candidatura per la migliore sceneggiatura di un film drammatico per Eva contro Eva
  - 1951 – Candidatura al Robert Meltzer Award per Uomo bianco, tu vivrai! (condivisa con Lesser Samuels)
  - 1952 – Candidatura per la migliore sceneggiatura di una commedia per La gente mormora
  - 1955 – Candidatura per la migliore sceneggiatura di un film drammatico per La contessa scalza
  - 1956 – Candidatura per la migliore sceneggiatura di un film musicale per Bulli e pupe
  - 1963 – Laurel Award per la sceneggiatura
- Directors Guild of America Award
  - 1949 – Miglior regista cinematografico per Lettera a tre mogli
  - 1951 – Miglior regista cinematografico per Eva contro Eva
  - 1953 – Candidatura per il miglior regista cinematografico per Operazione Cicero
  - 1954 – Candidatura per il miglior regista cinematografico per Giulio Cesare
  - 1981 – Premio per il membro onorario
  - 1986 – Premio D.W. Griffith alla carriera
- New York Film Critics Circle Awards
  - 1950 – New York Film Critics Circle Award al miglior regista per Eva contro Eva
- Premio Bodil
  - 1952 – Miglior film statunitense per Eva contro Eva
  - 1954 – Miglior film statunitense per Giulio Cesare
- Primetime Emmy Awards
  - 1965 – Candidatura per la migliore serie televisiva o altro programma di intrattenimento per Canto per un altro Natale
- San Francisco International Film Festival
  - 1989 – Premio Akira Kurosawa al miglior regista